# GP Comae Berenices
GP Comae Berenices är en kataklysmisk variabel av AM Canum Venaticorum-typ (IBWD) i stjärnbilden Berenikes hår. Variabeltypen är en undergrupp av kataklysmiska variabler med tätt cirkulerande dubbelstjärnor och mycket kort omloppstid på 10 – 65 minuter. De har spektra som domineras av helium.
Stjärnan varierar i visuell magnitud mellan +15,7 och 16,2.

## Planetsystem
GP Com består av en vit dvärg som verkar ha en massiv planet i omkrets, förmodligen den återstående kärnan av en äldre vit dvärg. GP Com samlar långsamt material från sin följeslagare.
| Planet | Massa          | Halv storaxel (AE) | Siderisk omloppstid (d) | Excentricitet | Inklination | Radie |
| ------ | -------------- | ------------------ | ----------------------- | ------------- | ----------- | ----- |
| b      | 26,2 ± 16,6 MJ | -                  | 0,032                   | -             | 55,5 ± 22,5 | -     |